# Szinyelipóc

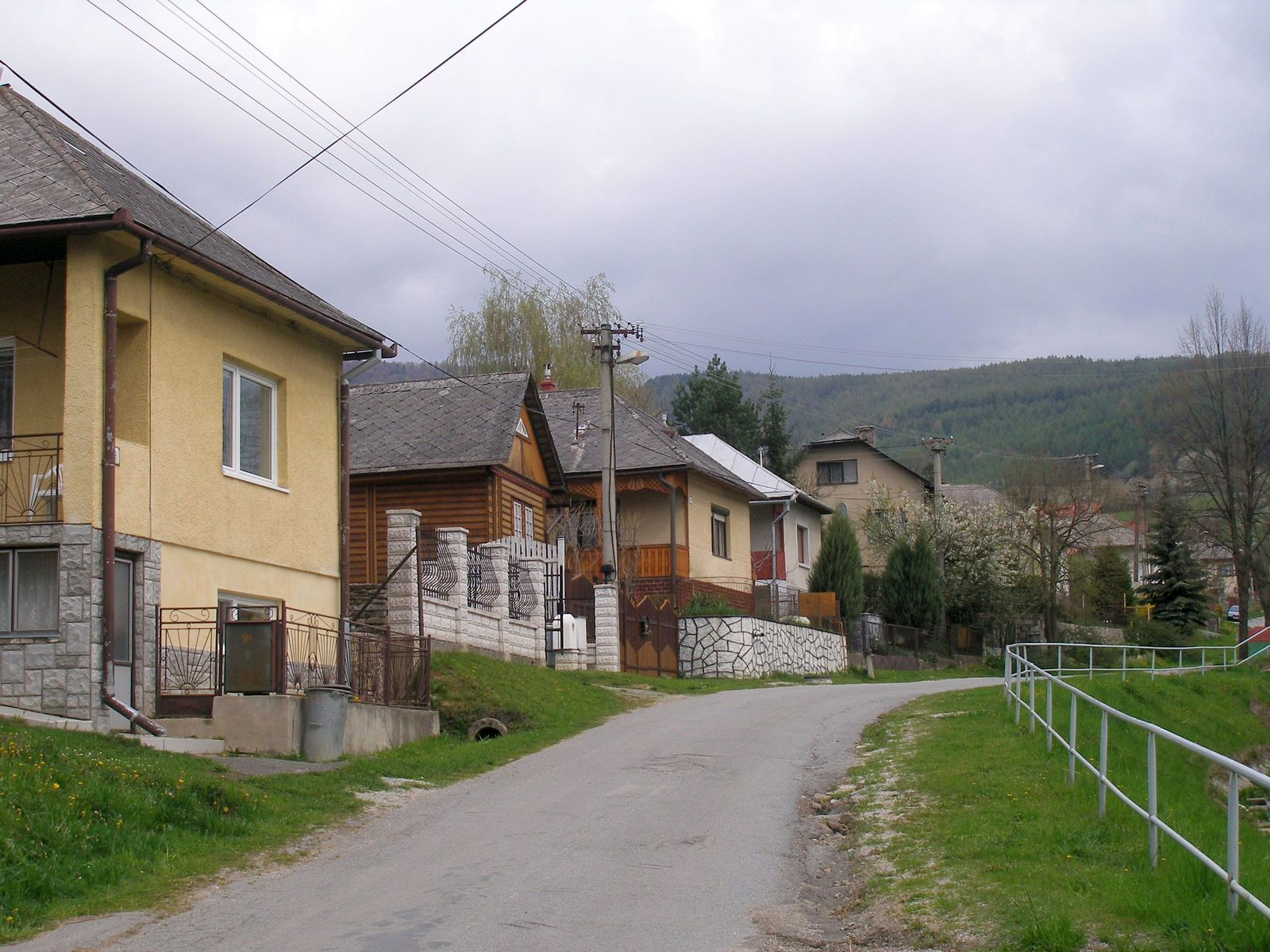
Utcarészlet

Szinyelipóc (szlovákul: Lipovce) község Szlovákiában, az Eperjesi kerület Eperjesi járásában.

## Fekvése
Eperjestől 25 km-re nyugatra, a Nagy-Szinye-patak völgyében található.

## Története
A falu felett álló Merse vára eredetileg szinyei Merse fia Benedek fiáé volt. 1311-ben az Aba nembeli Amadé fia János elfoglalta és felgyújtotta, ezután valószínűleg már nem épült újjá.
A falut magát a német jog alapján alapították a 13.-14. században. Első írásos említése „Lypouch” alakban 1320-ból származik, amikor a szinyei uradalom része volt. 1389-ben „Lipoch”, 1427-ben „Lypolch” alakban írják a nevét. 1427-ben 27 portája adózott. A Berzeviczy, Doby és Zichy családok birtoka volt, majd a 20. századig a Szinyei családé. 1600-ban 25 lakóház, valamint majorépületek, malom, sörfőzde, templom, plébánia és iskola volt a községben. A közepes nagyságú falvak közé számított. Lakói földművesek, állattartók, fazsindelykészítők voltak. 1773-ban „Lipowecz” alakban említik a korabeli források. A 18.-19. században papírmalom működött a községben. 1787-ben 67 házában 516 lakos élt.
A 18. század végén Vályi András így ír róla: „Szinyer Lipócz, és Keczer Lipócz. Két tót falu Sáros Várm. Keczer Lipócznak földes Ura Szinyei Uraság, amannak pedig a’ K. Kamara, lakosai katolikusok, és másfélék is, fekszenek Szepeshez nem meszsze, határjaik középszerűek, mint vagyonnyaik.”
1828-ban 73 háza és 551 lakosa volt. Lakói mezőgazdasággal, erdei munkákkal foglalkoztak, később sokan Eperjes üzemeiben dolgoztak.
Fényes Elek 1851-ben kiadott geográfiai szótárában így ír a faluról: „Szinye-Lipócz, Lipowce, tót f., Sáros vmegyében, Eperjeshez nyugotra 3 mfldnyire; igen szép hegyi vidéken: 459 római, 18 görög kath., 22 evang., 12 zsidó lak. Paroch. templom. Határa elég termékeny; az éghajlat a sok hegyek miatt hideg és változó; a sok és szép erdőkben bő legelőjök van a lakosoknak; rétjei a hozzátartozó Kopitol pusztán felette jó szénát teremnek. De leginkább nevezetessé teszik ezen helységet hires savanyuvíz-forrásai, és természeti tekintetben ritka jelenségü vidéke. A faluhoz 1/2 órányira, egy tágas rétség közepén fakadnak a savanyuvíz-források, olly sok helyt és bőséggel, hogy az ezekből eredő patak 180 lépésnyire már malmot hajt. Alkotó részeit megvizsgálta Józsa István, szabolcsi orvos illy czimü munkájában: „Scrutinium aquarum mineralium in possessionibus Singler et Lipocz, stb.” A fürdőhöz eső legközelebbi forrás legrégibb, de leggyengébb. A második forrás jobbnak tartatik, s vizét messze elhordják. Környékén itt ott olly források buzognak, mellyek fojtó kénköves kigőzölgéseikkel a kisebb madarakat megölik. A harmadik forrás egy kősziklából ömlik ki, már 20-30 lépésnyire hallatszó robajjal. A negyedik forrás, melly a b. Ghilányi épülete szomszédságában esik, hidegebb a többinél, több vasat találhatni benne s kevesebb kénkősavany-léget. A lipóczi határ hegyes részében, a természet kicsinyben a Kárpát bérczes vidékét utánozza. Ugyanis itt iszonyu magasságu kősziklák tornyosulnak felfele, mellyek legkülönösebb s meglepőbb formákat képeznek. Illyen a többek közt Kamena, Baba kőszirt, melly egy ölében gyermekét tartó anyát ábrázol. A Mózses, egy szabadonálló, széditő magasságu kőszikla. Ezen kősziklák közt több patakocskák csörömpöléseit hallhatni, mellyek nagy szépségü zuhatagokat képezvén, miután a síkra leérnek, tárgyakat kővé változtatnak. Továbbá a falutól északra egy órányira, meglehetős nagyságu barlang létez. A bémenetel igen bajos, mivel nem lehet fenállani benne, sőt veszedelmes is egy mindjárt mellette lévő mély kút forma lyuk miatt. Mintegy 30-40 ölnyi mélységben, tágas kőboltba jut az ember, mellynek általmérője 20 ölet tehet. Boltozatja elég magas és kősziklából áll; feneke kőmorzsalékkal s csepegőkővel van elboritva. Az első kőboltból mindenfelé bemenetelek nyilnak e földalatti országnak más tartományaiba, de hová vezethetnek ezek s meddig, még ekkoráig senki sem tudja. A fentebb érintett hegyek egyikén, a melly most is Váracskának neveztetik, két kőfalnak omladékai látszanak; a mint mondják, Karthuzianusok, vagy mások szerint Templariusok lakhelyei voltak. A lipóczi savanyuvíz, a bártfai után, e megyében mindjárt következik, s sajnálni lehet, hogy vendégek befogadására mind eddig kevés történt. F. u. Szinyei Merse nemzetség.”

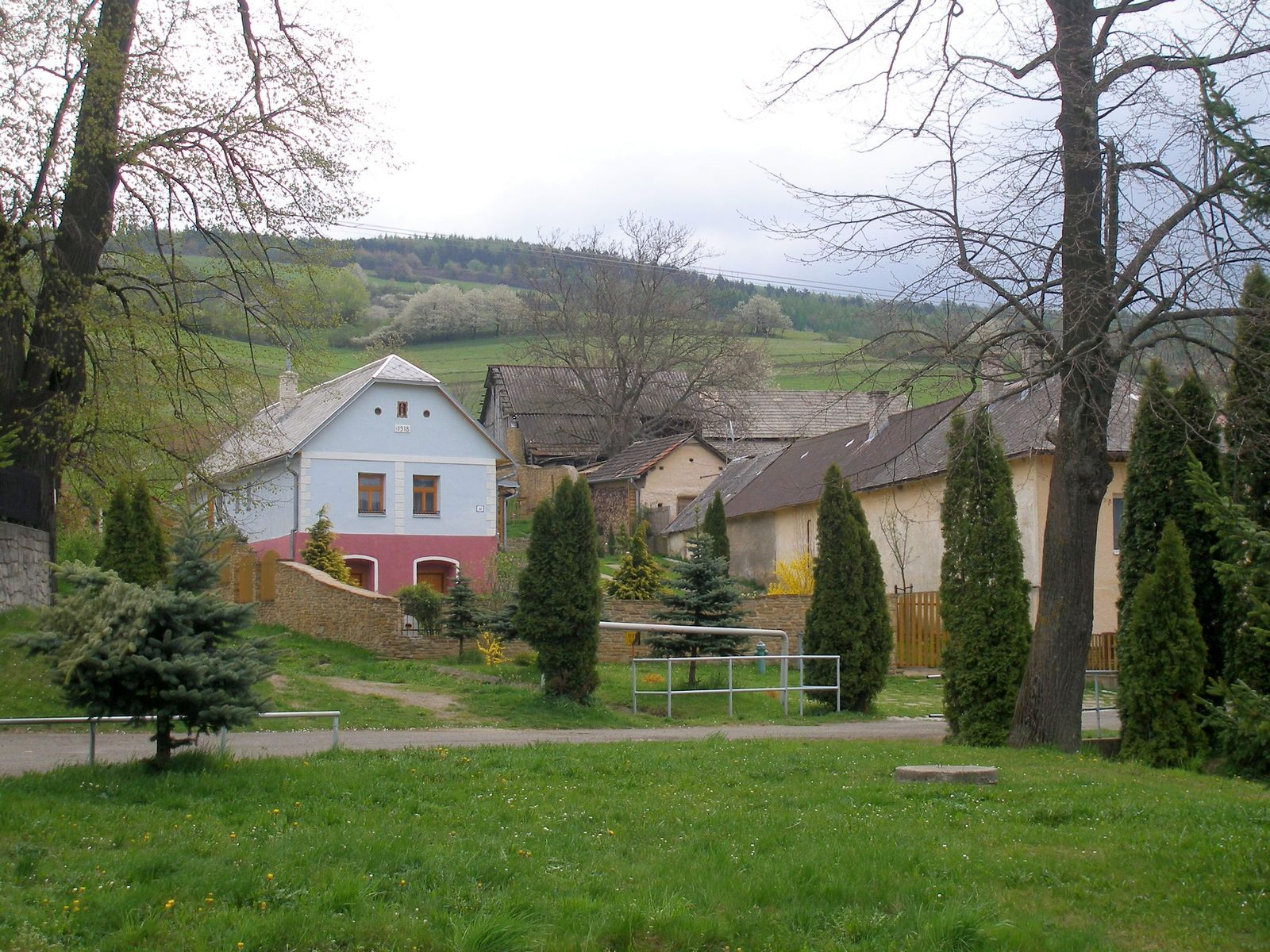
Szinyelipóc

1920 előtt Sáros vármegye Kisszebeni járásához tartozott.

## Népessége
| Év:            | 1994. | 2004.   | 2014.  | 2024.   |
| -------------- | ----- | ------- | ------ | ------- |
| Emberek száma: | 506   | 500     | 521    | 517     |
| Eltérés:       |       | -1,18 % | +4,2 % | -0,76 % |

| Év:            | 2023. | 2024.   |
| -------------- | ----- | ------- |
| Emberek száma: | 511   | 517     |
| Eltérés:       |       | +1,17 % |

1910-ben 517, túlnyomórészt szlovák anyanyelvű lakosa volt.
2001-ben 506 szlovák lakosa volt.
2011-ben 523 lakosából 507 szlovák volt.

## Neves személyek
- Itt született 1799. augusztus 6-án Ján Andraščík szlovák író, katolikus pap.

## Nevezetességei

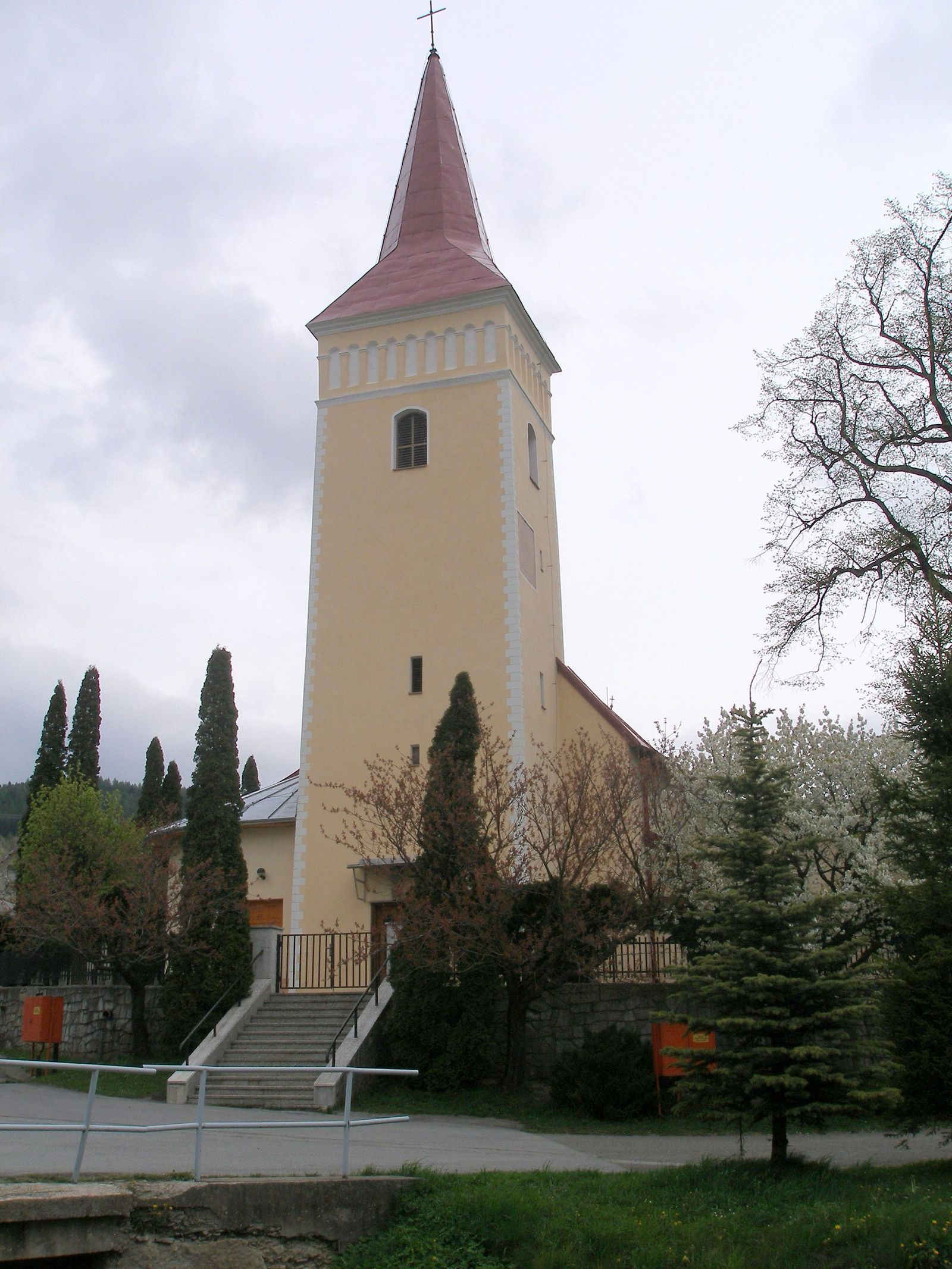
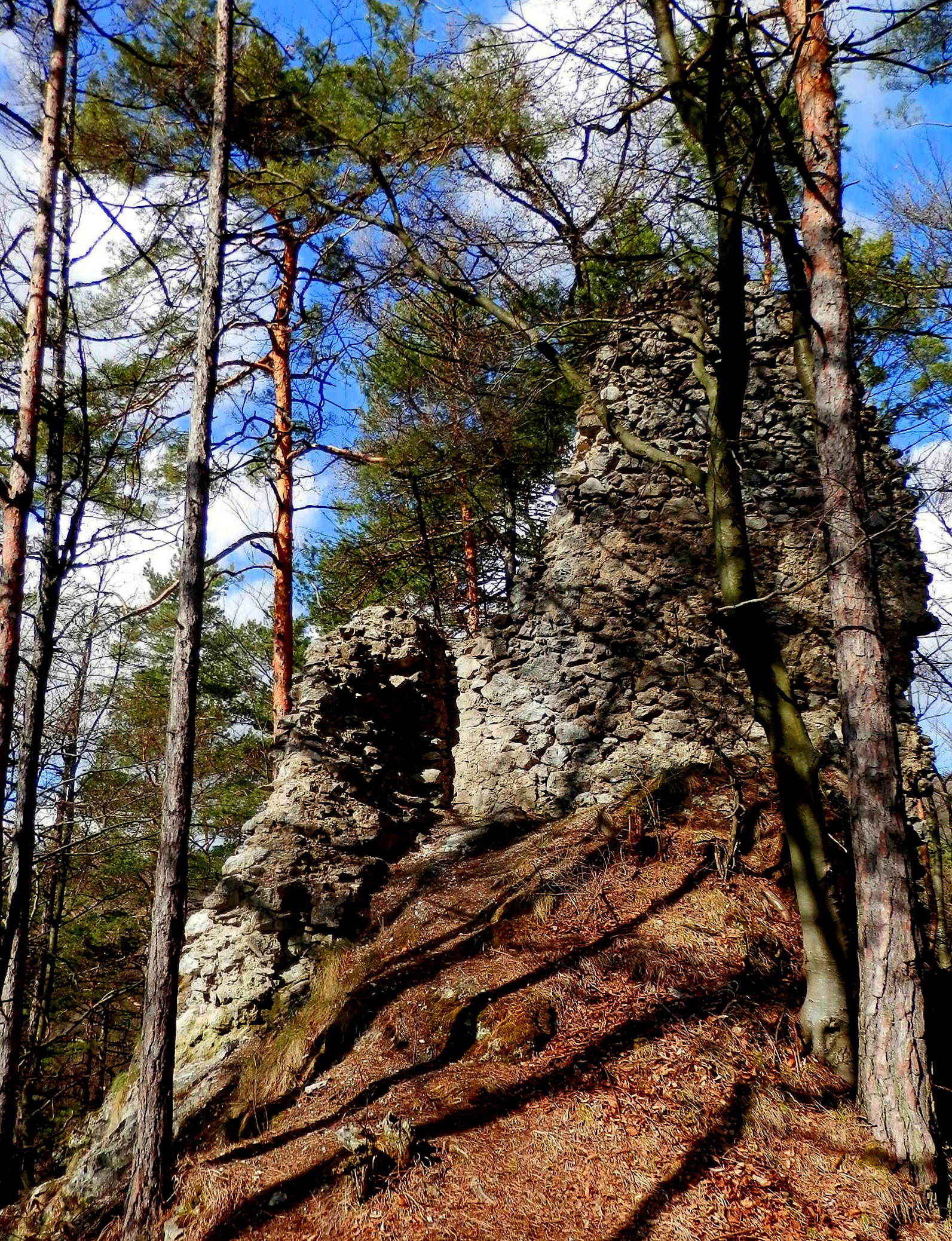
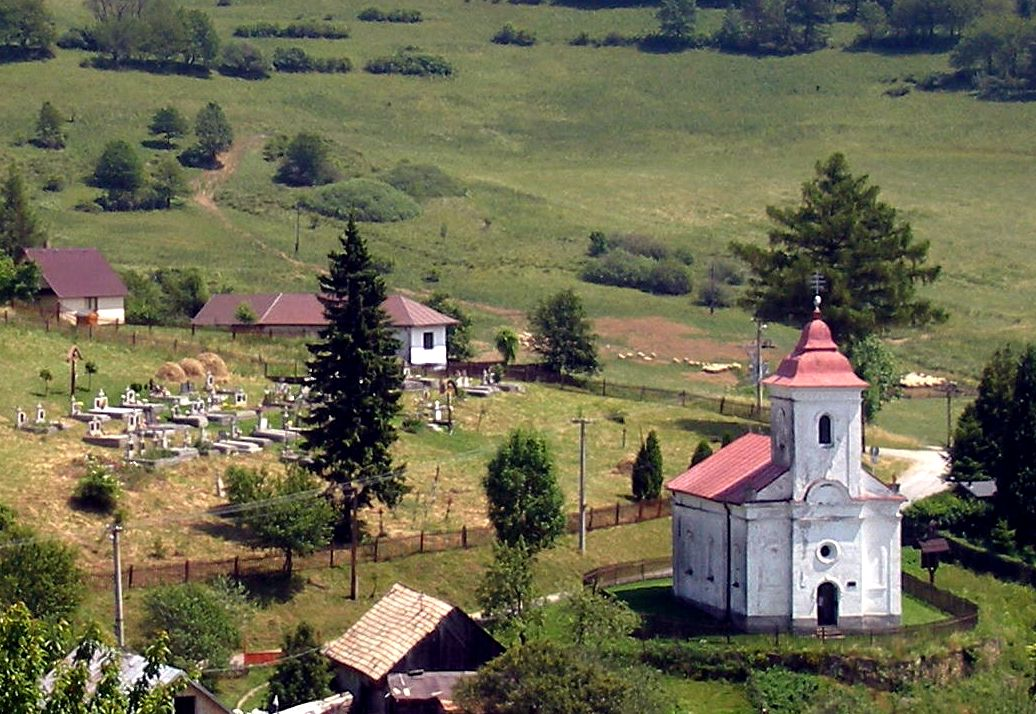
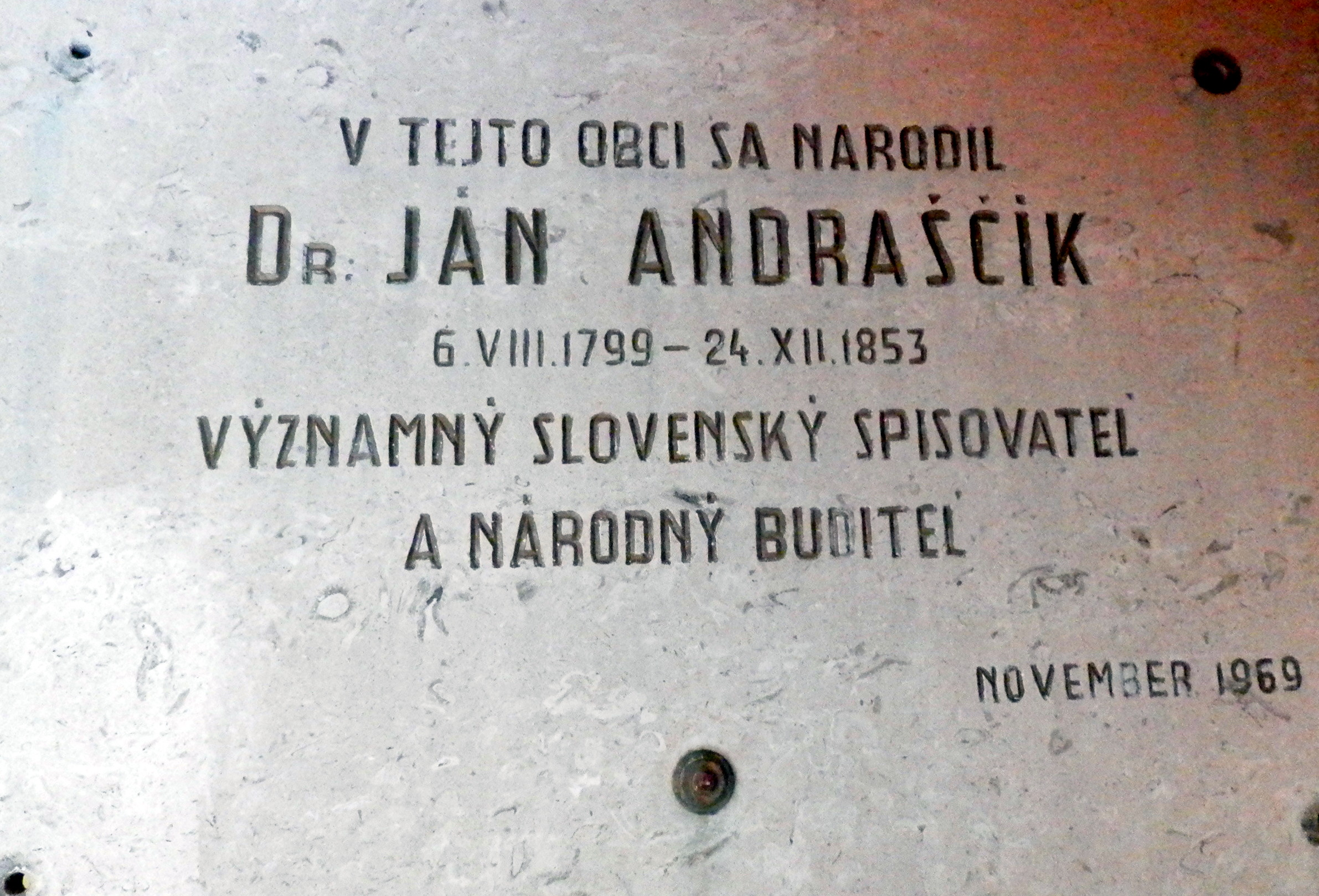
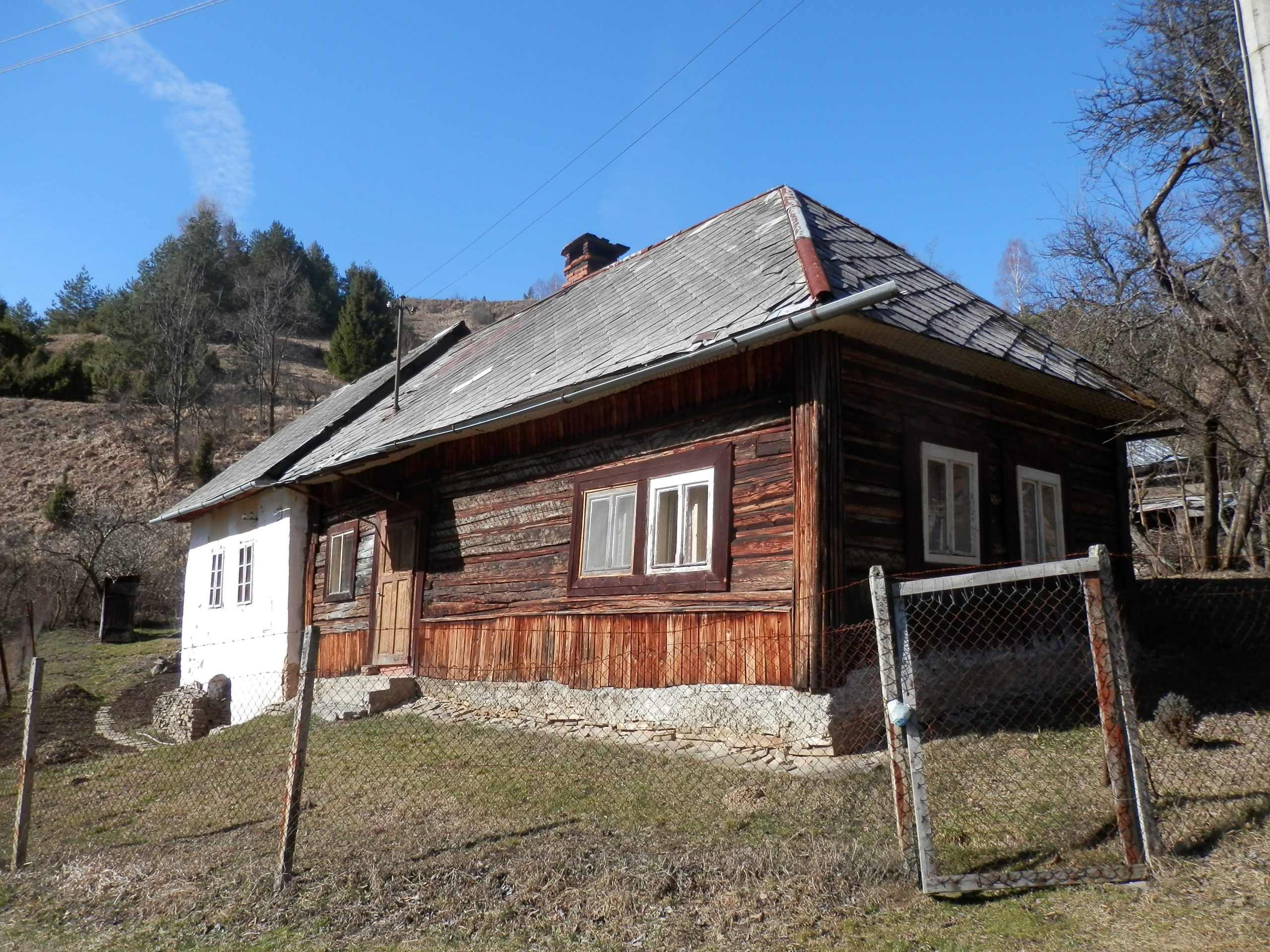
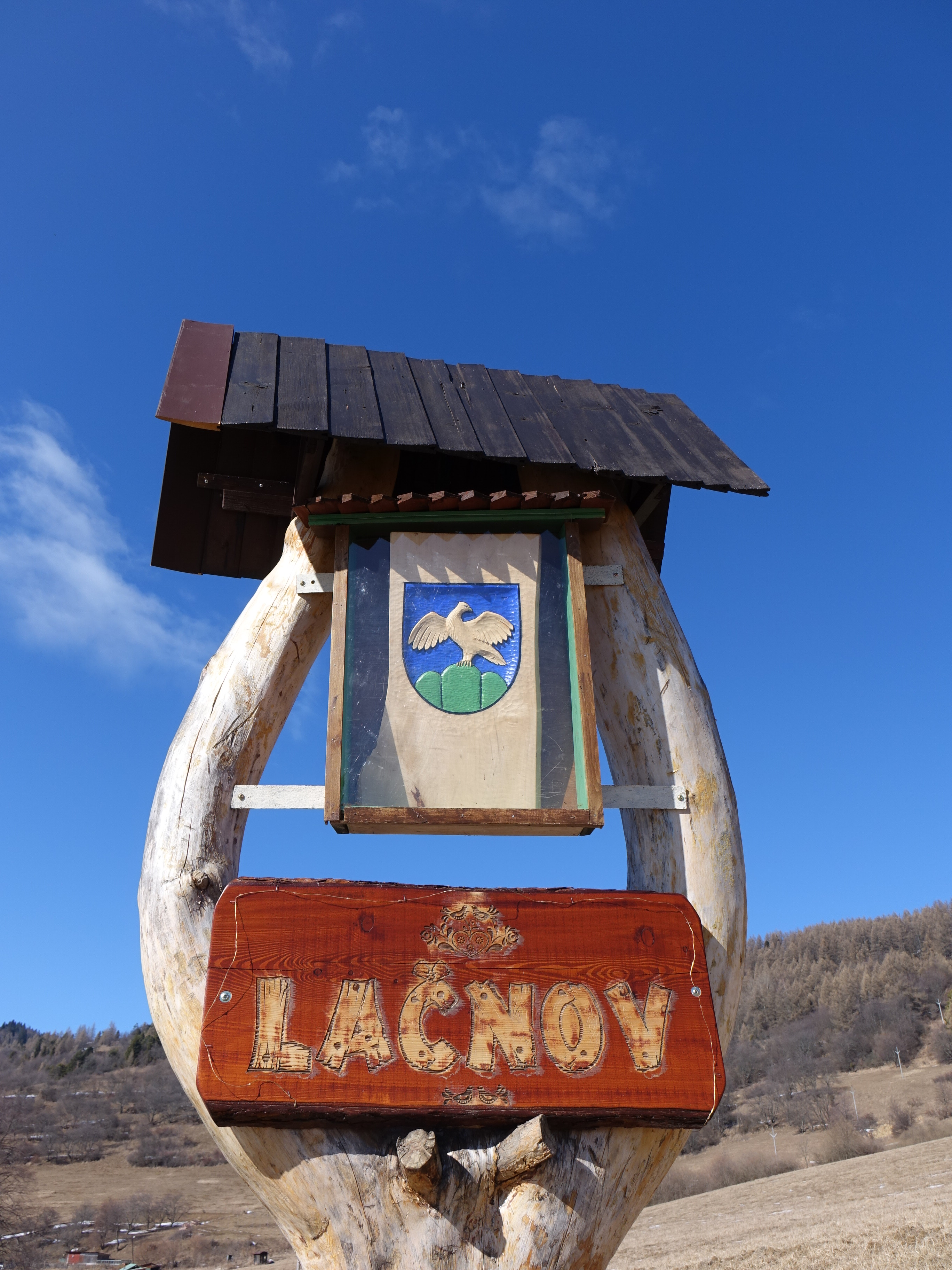
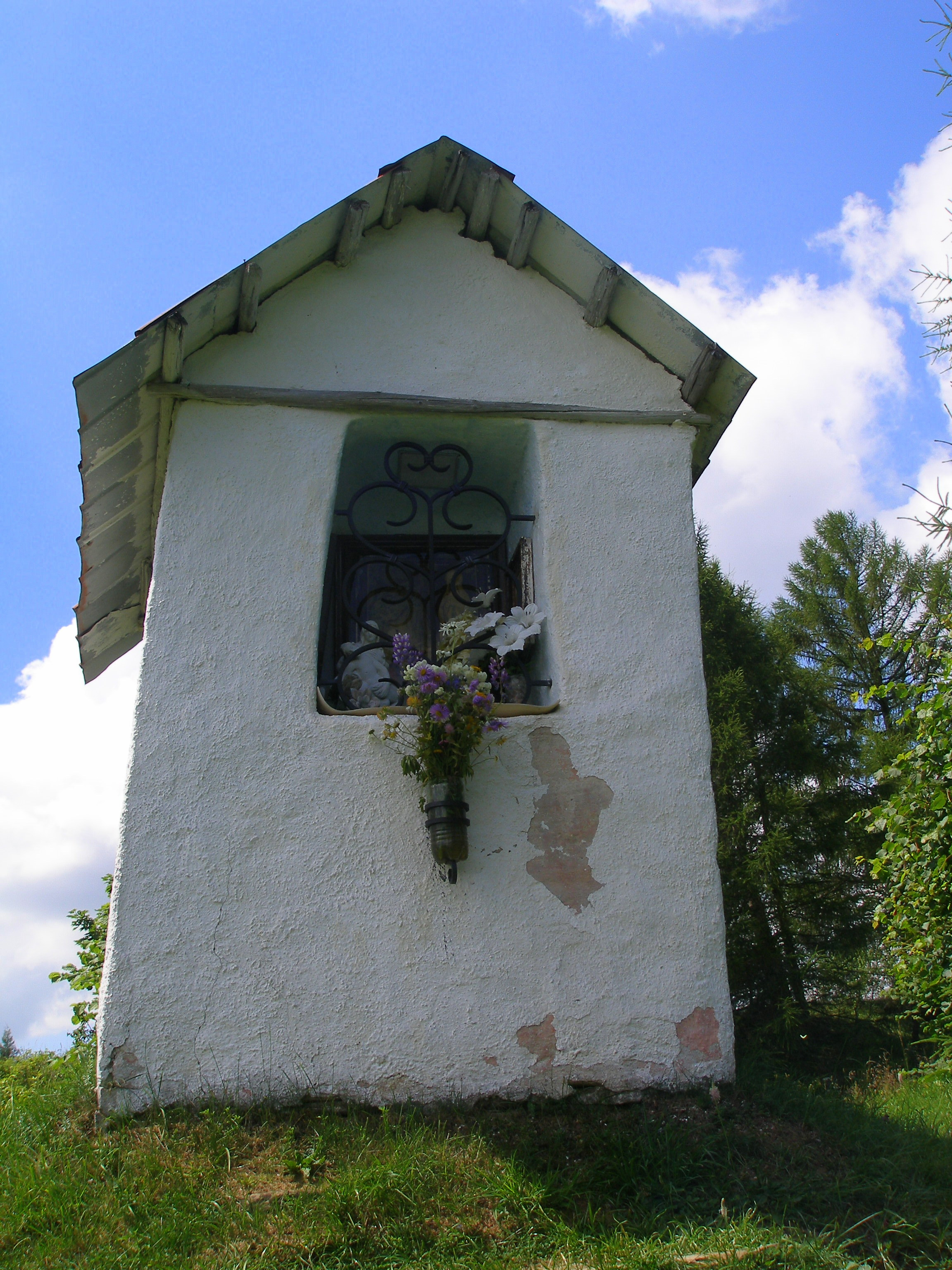
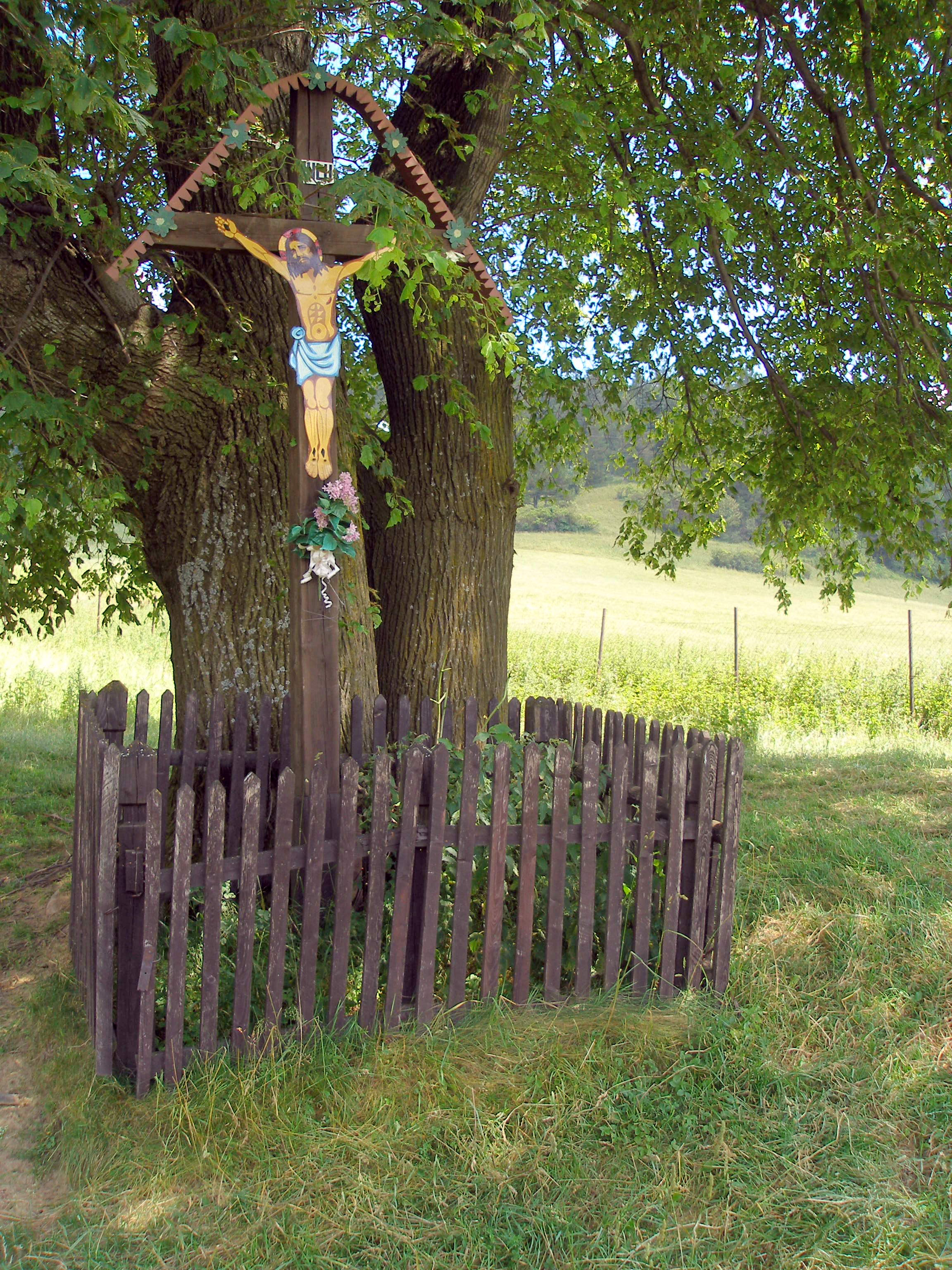
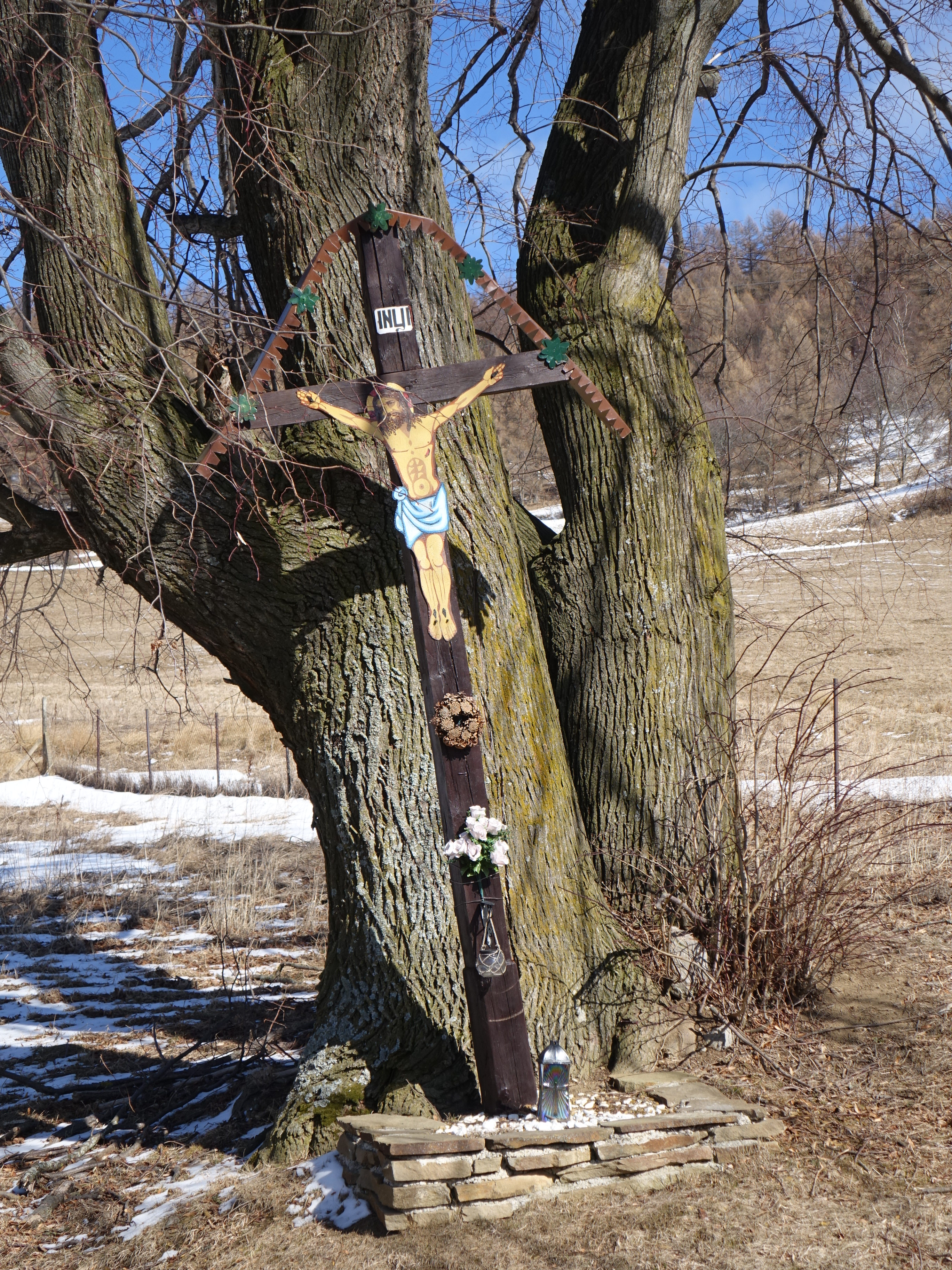
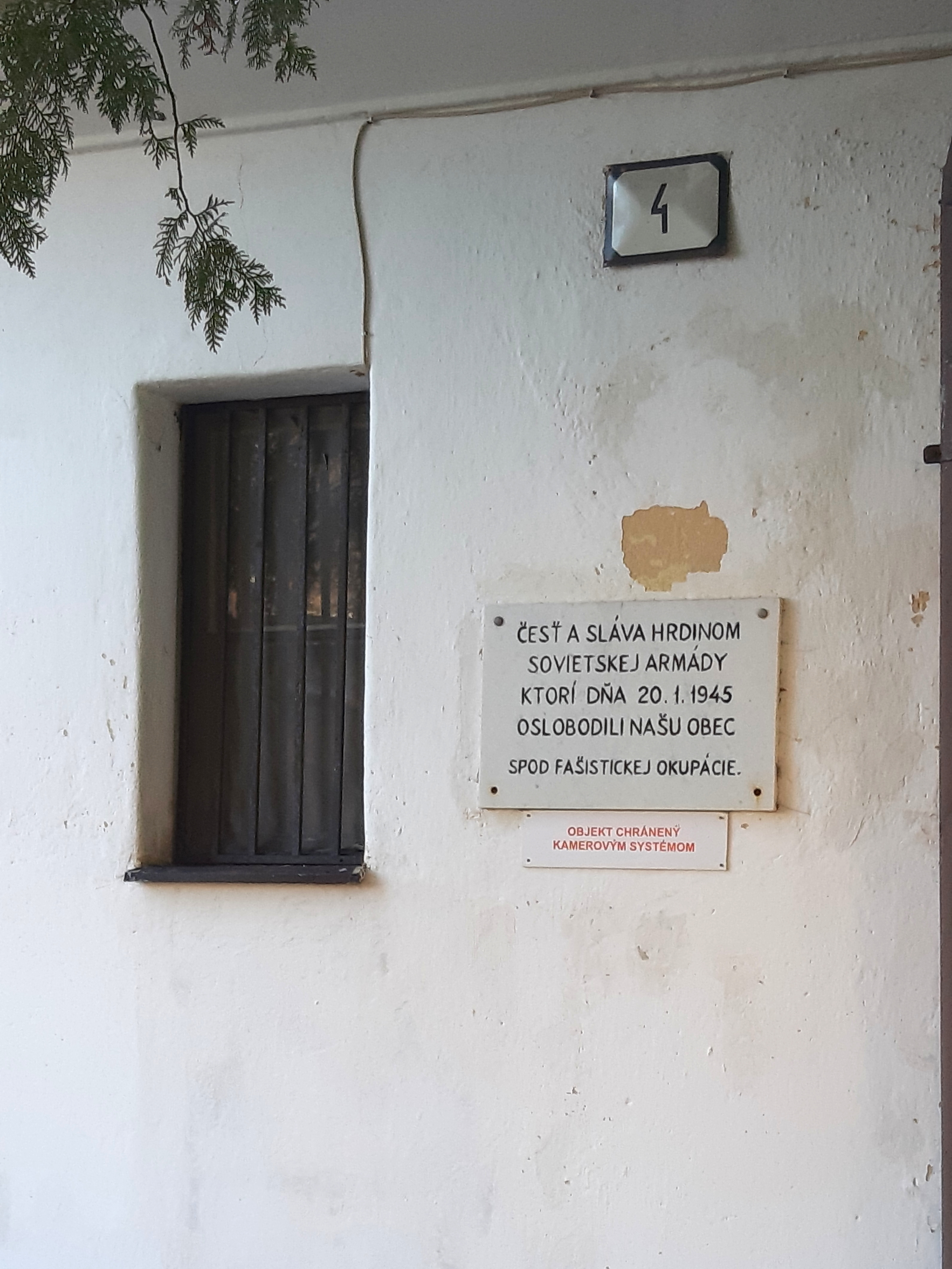

- Római katolikus temploma eredetileg gótikus stílusú volt, 1663-ban reneszánsz stílusban építették át, ekkor épült tornya is. 1882-ben renoválták.
- A falu felett állnak a templomosok egykori várának: Mersevárnak romjai.
- A falunak híres gyógyforrásai (Salvator, Korona) vannak.
- A falu határához tartozik a Zlá diera-barlang.